# Уокер, Ник
Ник Уо́кер (англ. Nick Walker, род. 4 августа 1973 года) — английский бывший профессиональный игрок в снукер. Стал профессионалом в 1991 году. Трижды выходил в 1/8 финала рейтинговых турниров, причём один раз на чемпионате мира 1999 года. Тогда Уокер в первом круге победил Алена Робиду 10:6, а в 1/8 проиграл Марку Уильямсу 7:13.
Ник Уокер провёл в мэйн-туре в общей сложности 14 сезонов. Его наивысший рейтинг — 54-й.